# Gustav von Franck
Gustav von Franck, anche noto con gli pseudonimi Dr Fran(c)k e G. F. Rank (Vienna, 22 marzo 1807 – Londra, 8 gennaio 1860), è stato uno scrittore, editore e pittore austriaco.

## La sua vita

### Le origini di Gustav von Frank
Il Cav. Gustav von Franck nacque a Vienna dal banchiere, commerciante ed esponente dell'alta borghesia austriaca Cav. Johann Jakob von Franck e dalla di lui moglie Anna Maria, nata Graumann.
La famiglia von Franck proviene per parte di padre dall'allora cittadina svizzera di Mühlhausen (oggi Mulhouse in Alsazia, Francia). Il nonno di Gustav, Johann Jakob von Franck, patrizio e membro del Gran Consiglio della città di Mühlhausen, sposa l'8 novembre 1771 la tredicenne Rosina von Fries, figlia del barone  Filippo von Fries, il cui fratello Johan von Fries è considerato una delle persone più ricche del tempo. Johann Jakob von Franck emigra con la moglie Rosina in Austria ed acquista dallo stato austriaco una licenza per il commercio del tabacco.  Per questo viene elevato al rango di Cavaliere dall'imperatrice Maria Teresa d'Austria. Da questo momento in poi Johann Jakob e tutti i suoi discendenti possono fregiarsi del titolo di “von Franck” e di uno stemma cavalleresco.
Il papà di Franck, il grossista, banchiere ed amante dell'arte Johann Jakob von Franck, non ha ereditato solo il titolo del nonno, ma anche il suo patrimonio. La casa dei von Franck diviene il punto d'incontro degli intellettuali in Vienna. Letterati e musicisti vanno e vengono, fra questi c'è pure Ludwig van Beethoven, che è tra gli ospiti durante i suoi soggiorni a Vienna. Egli è non solo un benvoluto ospite della famiglia von Frank, ma è anche amico della allora ben nota pianista di Vienna, la baronessa  Dorotea von Ertmann, zia materna di Gustavo. Beethoven le dedica la Sonata in La maggiore, opera 101.

### Gustav von Frank
Gustav von Franck si laurea nel 1829 a Padova in giurisprudenza. Finanziariamente indipendente, dopo la precoce morte del padre tenta solo per pochi mesi la professione di avvocato, per poi lavorare come scrittore ed editore. Fra la sua produzione letteraria si contano soprattutto brani teatrali, commedie, tragedie, racconti, un romanzo autobiografico, testi giornalistici, così come scritti rivoluzionari.
Durante la sua attività di direttore teatrale al Deutschen Theater a Pest (oggi parte di Budapest) conosce nel 1842 la sua futura moglie, la cantante d'opera Sofia Wirnser, dalla quale nel 1844 ha una figlia, Melanie von Franck. A causa della sua attività rivoluzionaria deve fuggire dall'Austria nel 1848 e cerca di ambientarsi in Lipsia come editore del giornale “Wiener Boten” (Il Corriere di Vienna). Col pretesto di un procedimento contro il giornale poiché alcuni articoli non erano stati sottoposti alla censura viene arrestato e minacciato di estradizione in Austria. Con l'aiuto della moglie riesce a fuggire dal carcere di Lipsia.
Fugge in Inghilterra attraverso i Paesi Bassi e si stabilisce a Londra. Qui inizia a sbarcare il lunario  come insegnante di disegno e ritrattista. Un anno più tardi lo raggiungono in esilio la moglie e la figlia. Franck riesce, dopo comprensibili difficoltà iniziali, ad ottenere un incarico come autore teatrale. In collaborazione con William e Robert Brough mette in scena due commedie al Haymarket Theater ed al Lyceum Theater. Le critiche di quel periodo testimoniano il successo delle commedie: “A Tale of a Coat” e “Kicks and Halfpence”. Franck è inoltre socio fondatore del “Savage Club”, tuttora esistente.
Gustav von Franck muore inaspettatamente ed improvvisamente l'8 gennaio 1860 ma non per suicidio, come sta scritto in qualche enciclopedia, bensì per una malattia congenita.
La famiglia di Gustav von Franck rientra in patria tre anni dopo, nel 1864, attraverso la Francia e la Germania. Una parte della famiglia Franck si trasferisce a Graz, fra gli altri il cavalier Moritz von Franck (sindaco di Graz) ed il cavalier Alfred von Franck (pittore, professore d'arte). Il suo fratello maggiore Karl von Franck (che fu statista e Ministro della Guerra) muore a Parigi nel 1867.

### Altri componenti della famiglia del Cavalier von Franck
- Johann Jacob von Franck
- Anna von Franck, geb. Graumann
- Baronin von Ertmann, geb. Graumann
- Alfred Ritter von Franck
- Karl von Franck
- Sophie von Franck, geb. Wirnser
- Melanie von Franck
- Moritz Ritter von Franck

## Opere
- Gedichte, Gedichtband. Wien: Sollinger, 1828.
- Mitteilungen aus den Papieren eines Wiener Arztes. Leipzig: Wigand, 1864.
- König Edwards Söhne. Trauerspiel in drei Aufzügen. Leipzig: Brockhaus, 1835.
- Belisar. Lyrische Tragödie. Wien: Gerold, 1836
- Dramatische Zeitbilder. Zwei Schauspiele. Leipzig: Wigand, 1837.
- Taschenbuch dramatischer Originalien. Leipzig: Brockhaus, 1837 - 1842.
- The Tale of a Coat. Lustspiel. London 1858.
- Kicks and Halfpence. Lustspiel. London um 1858.

## Editoria
- Taschenbuch dramatischer Originalien. Leipzig: Brockhaus, 1837 – 1842
- Wiener Zeitschrift für Kunst, Literatur, Theater und Mode. Wien 1845.
- Wiener demokratisches Bürgerblatt. Wien 1848.
- Die Wiener Boten. Leipzig 1848.